# The Bastard
The Bastard is de eerste lp van BZN. Het is een plaat met 10 tracks, waarvan 8 eigen composities zijn. Verder staat er nog een cover van Dizzy Miss Lizzy op en een bewerking van het Wilhelmus. Dit album kreeg bij het uitkomen belangstelling vanuit het buitenland. Het was daarom ook een grote teleurstelling toen bleek dat er geen notering in de hitlijsten kwam.
Het nummer "Rock and roll woman", werd in Italië een grote hit. Het kwam in Nederland niet eens tot een tipnotering in de Top 40. Verder staan er geen nummers op die eerder singles waren van BZN, terwijl ze voor 1971 al zeven singles hadden gemaakt.

## Tracklist
Kant A
1. The bastard [Th. Tol/J. Tuijp]
2. Dizzy Miss Lizzy [L. Williams]
3. The man in the wood [Th. Tol/J. Tuijp]
4. Delirium [Th. Tol/J. Tuijp]
5. Bad bad woman [Th. Tol/J. Tuijp]

Kant B
1. Second autumn [Th. Tol/C. Tol/J. Tuijp]
2. She's back again [Th. Tol/C. Tol/J. Tuijp]
3. Searching [Th. Tol/J. Tuijp] → (B-kant van "Sweet silver Anny")
4. Rock and roll woman [Th. Tol/C. Tol/J. Tuijp]
5. Wilhelmus [Trad. arr.: BZN]